# Gustavo Vázquez

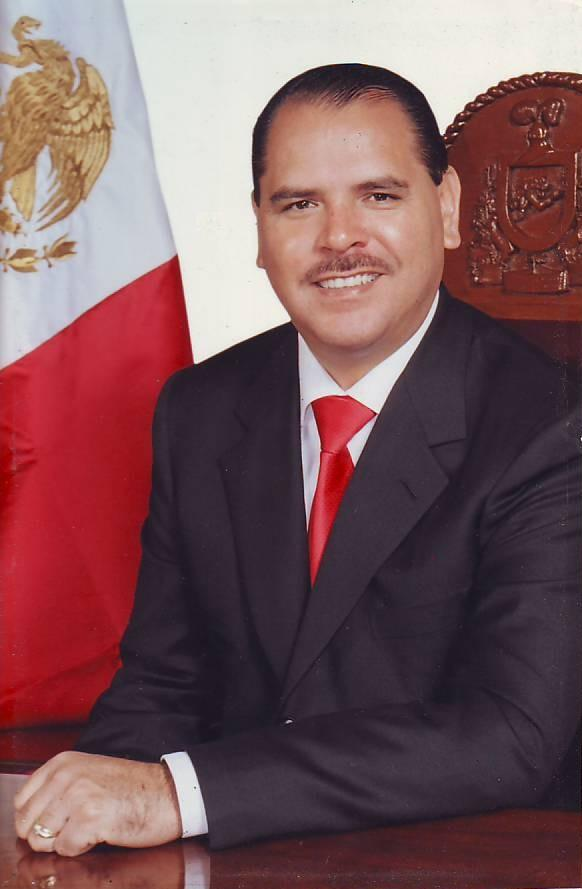
Gustavo Vázquez

Gustavo Alberto Vázquez Montes (Tecomán, 16 augustus 1962 – Tzitzio, 24 februari 2005) was een Mexicaans politicus.
Vázquez was lid van de Institutioneel Revolutionaire Partij. Hij was burgemeester van zijn geboorteplaats Tecomán in de staat Colima en afgevaardigde in het congres. Hij was kandidaat voor de gouverneursverkiezingen in Colima van 2003. Hij won de verkiezingen in de tweede ronde, nadat de eerste ronde - die hij ook had gewonnen - ongeldig werd verklaard door onregelmatigheden.
Op 24 februari 2005, terwijl hij op weg was van Mexico-Stad naar Colima, stortte zijn vliegtuig neer in Michoacán. Vázquez en zes anderen kwamen daarbij om het leven. Arnoldo Ochoa González werd tot interim-gouverneur benoemd, nieuwe verkiezingen werden gehouden in april 2005.
- Library of Congress Control Number: no2004110016
- Virtual International Authority File: 76037069
- WorldCat: E39PBJcBQXD6D4dr3vCQdFGJXd